# Egbert van Burmania Rengers
Egbert Juckema van Burmania Rengers, né le 21 mars 1745 à Ysbrechtum et mort le 26 février 1806 à La Haye, est un homme politique néerlandais, membre de la Régence d'État, l'organe exécutif de la République batave de 1801 à 1805.

## Biographie
Egbert Juckema van Burmania Rengers est issu d'une famille de régents orangistes de Frise. Son grand-père a été l'un des directeurs de la Compagnie néerlandaise des Indes orientales.
Il est représentant aux États provinciaux de Frise en 1766. En 1782, il devient maire de Leeuwarden puis représentant aux États généraux des Provinces-Unies en 1787. En 1795, il perd toutes ses fonctions à cause de la Révolution batave. Resté fidèle au prince d'Orange, il n'occupe aucune fonction publique entre la révolution batave et sa nomination à la Régence d'État, après s'être rapproché du Directoire batave pendant l'année 1801. Le 17 octobre 1801, après l'abolition du serment de haine à la maison d'Orange-Nassau, il est nommé à la Régence où il siège à la section des Finances. Il assure la présidence de la Régence du 1er février au 30 avril 1802 et en reste membre jusqu'à sa dissolution le 29 avril 1805 et son remplacement par Rutger Jan Schimmelpenninck, devenu grand-pensionnaire de la République batave. Il devient alors conseiller général du département de la Frise jusqu'à sa mort.
Son frère, Justinus van Burmania Rengers, devient député de la Frise au Corps législatif français entre 1811 et 1814.